# Liste der Sieger bei PDC-Turnieren 2014
Die Liste der Sieger bei PDC-Turnieren 2014 listet zuerst alle Sieger bei den Major-Turnieren der Professional Darts Corporation auf. Im Weiteren werden die weiteren Turniersieger aufgelistet und Statistiken aufgezeigt.
←2013 2015→

## Turniersieger

### Major-Turniere
| Turnier                     | Sieger                                     | Finalist                   | Ergebnis | Format  |
| --------------------------- | ------------------------------------------ | -------------------------- | -------- | ------- |
| Weltmeisterschaft           | Michael van Gerwen                         | Peter Wright               | 7:4      | Sätze   |
| UK Open                     | Adrian Lewis                               | Terry Jenkins              | 11:1     | Legs    |
| Premier League              | Raymond van Barneveld                      | Michael van Gerwen         | 10:6     | Legs    |
| World Cup                   | Michael van Gerwen & Raymond van Barneveld | Phil Taylor & Adrian Lewis | 3:0      | Matches |
| World Matchplay             | Phil Taylor                                | Michael van Gerwen         | 18:9     | Legs    |
| World Grand Prix            | Michael van Gerwen                         | James Wade                 | 5:3      | Sätze   |
| European Championship       | Michael van Gerwen                         | Terry Jenkins              | 11:4     | Legs    |
| The Masters                 | James Wade                                 | Mervyn King                | 11:10    | Legs    |
| Grand Slam                  | Phil Taylor                                | Dave Chisnall              | 16:13    | Legs    |
| Players Championship Finals | Gary Anderson                              | Adrian Lewis               | 11:6     | Legs    |

### World Series
Alle Ergebnisse wurden im Legmodus ausgespielt.
| Turnier           | Sieger             | Finalist           | Ergebnis |
| ----------------- | ------------------ | ------------------ | -------- |
| Dubai Masters     | Michael van Gerwen | Peter Wright       | 11:7     |
| Singapore Masters | Michael van Gerwen | Simon Whitlock     | 11:8     |
| Perth Masters     | Phil Taylor        | Michael van Gerwen | 11:9     |
| Sydney Masters    | Phil Taylor        | Stephen Bunting    | 11:3     |

### European Tour
Alle Ergebnisse wurden im Legmodus ausgespielt.
| Turnier             | Sieger                | Finalist           | Ergebnis |
| ------------------- | --------------------- | ------------------ | -------- |
| German Championship | Gary Anderson         | Justin Pipe        | 6:5      |
| Dutch Masters       | Michael van Gerwen    | Mervyn King        | 6:4      |
| German Masters      | Phil Taylor           | Michael van Gerwen | 6:4      |
| Austrian Open       | Vincent van der Voort | Jamie Caven        | 6:5      |
| Gibraltar Trophy    | James Wade            | Steve Beaton       | 6:4      |
| European Open       | Peter Wright          | Simon Whitlock     | 6:2      |
| European Grand Prix | Mervyn King           | Michael Smith      | 6:5      |
| European Trophy     | Michael Smith         | Michael van Gerwen | 6:1      |

### Players Championships
Alle Ergebnisse wurden im Legmodus ausgespielt.
| Turnier                 | Sieger             | Finalist           | Ergebnis |
| ----------------------- | ------------------ | ------------------ | -------- |
| Players Championship 1  | Gary Anderson      | Andrew Gilding     | 6:5      |
| Players Championship 2  | Michael van Gerwen | Dean Winstanley    | 6:1      |
| Players Championship 3  | Gary Anderson      | Phil Taylor        | 6:5      |
| Players Championship 4  | Phil Taylor        | Ian White          | 6:0      |
| Players Championship 5  | Brendan Dolan      | Michael Smith      | 6:0      |
| Players Championship 6  | Robert Thornton    | Ian White          | 6:5      |
| Players Championship 7  | Robert Thornton    | Keegan Brown       | 6:5      |
| Players Championship 8  | Robert Thornton    | Terry Jenkins      | 6:4      |
| Players Championship 9  | Terry Jenkins      | Stephen Bunting    | 6:3      |
| Players Championship 10 | Peter Wright       | Justin Pipe        | 6:2      |
| Players Championship 11 | Gary Anderson      | Robert Thornton    | 6:2      |
| Players Championship 12 | Simon Whitlock     | James Wade         | 6:3      |
| Players Championship 13 | Gary Anderson      | Richie Burnett     | 6:5      |
| Players Championship 14 | Michael van Gerwen | Michael Smith      | 6:4      |
| Players Championship 15 | Justin Pipe        | Michael van Gerwen | 6:5      |
| Players Championship 16 | Brendan Dolan      | Gary Anderson      | 6:2      |
| Players Championship 17 | James Wade         | Kim Huybrechts     | 6:5      |
| Players Championship 18 | Michael van Gerwen | James Wade         | 6:2      |
| Players Championship 19 | Ian White          | Dave Chisnall      | 6:2      |
| Players Championship 20 | Gary Anderson      | Peter Wright       | 6:5      |

### UK Open Qualifiers
Bei den UK Open Qualifiern wurde ausgespielt, wer sich für die UK Open qualifiziert.
Alle Ergebnisse wurden im Legmodus ausgespielt.
| Turnier             | Sieger             | Finalist        | Ergebnis |
| ------------------- | ------------------ | --------------- | -------- |
| UK Open Qualifier 1 | Andy Hamilton      | Adrian Lewis    | 6:2      |
| UK Open Qualifier 2 | Stephen Bunting    | Andrew Gilding  | 6:5      |
| UK Open Qualifier 3 | Phil Taylor        | Adrian Lewis    | 6:2      |
| UK Open Qualifier 4 | Brendan Dolan      | Jamie Lewis     | 6:1      |
| UK Open Qualifier 5 | Gary Anderson      | Robert Thornton | 6:2      |
| UK Open Qualifier 6 | Michael van Gerwen | Michael Smith   | 6:0      |

### Challenge Tour
Die Challenge Tour wurde erstmals ausgetragen. Auf dieser dürfen alle Spieler teilnehmen, die an der PDC Qualifying School teilgenommen haben, aber keine Tour Card gewinnen konnten.
Alle Ergebnisse wurden im Legmodus ausgespielt.
| Turnier           | Sieger         | Finalist             | Ergebnis |
| ----------------- | -------------- | -------------------- | -------- |
| Challenge Tour 1  | Jamie Robinson | Matthew Edgar        | 5:4      |
| Challenge Tour 2  | Ron Meulenkamp | Alan Tabern          | 5:4      |
| Challenge Tour 3  | Alan Tabern    | Ian McFarlane        | 5:4      |
| Challenge Tour 4  | Matthew Edgar  | Mark Frost           | 5:4      |
| Challenge Tour 5  | Colin Fowler   | Mark Frost           | 5:2      |
| Challenge Tour 6  | Colin Fowler   | Matt Clark           | 5:2      |
| Challenge Tour 7  | Alex Roy       | Marc Lawrence        | 5:4      |
| Challenge Tour 8  | Alan Tabern    | Dave Honey           | 5:3      |
| Challenge Tour 9  | Alan Tabern    | Luke Woodhouse       | 5:0      |
| Challenge Tour 10 | Jay Foreman    | Max Hopp             | 5:4      |
| Challenge Tour 11 | Mark Frost     | Jamie Robinson       | 5:2      |
| Challenge Tour 12 | Brett Claydon  | Aden Kirk            | 5:4      |
| Challenge Tour 13 | Mark Frost     | Prakash Jiwa         | 5:4      |
| Challenge Tour 14 | Mark Frost     | Steve Douglas        | 5:1      |
| Challenge Tour 15 | Colin Fowler   | Dirk van Duijvenbode | 5:1      |
| Challenge Tour 16 | Matt Clark     | Steve Douglas        | 5:4      |

### Youth Tour
Auf der Youth Tour durften Spieler zwischen 16 und 23 Jahren teilnehmen.
Alle Ergebnisse wurden im Legmodus ausgespielt.
| Turnier       | Sieger                | Finalist              | Ergebnis |
| ------------- | --------------------- | --------------------- | -------- |
| Youth Tour 1  | Nick Kenny            | Josh Payne            | 4:2      |
| Youth Tour 2  | Lewis Venes           | Josh Payne            | 4:1      |
| YouthTour 3   | MIke Zuydwijk         | James Hubbard         | 4:0      |
| Youth Tour 4  | Dimitri Van den Bergh | Shaun Narain          | 4:2      |
| Youth Tour 5  | Sam Hewson            | John de Kruijf        | 4:0      |
| Youth Tour 6  | George Killington     | Max Hopp              | 4:2      |
| Youth Tour 7  | Dimitri Van den Bergh | Adam Hunt             | 4:3      |
| Youth Tour 8  | James Hubbard         | Reece Robinson        | 4:2      |
| Youth Tour 9  | Adam Hunt             | Rowby-John Rodriguez  | 4:3      |
| Youth Tour 10 | Nick Kenny            | Sam Hewson            | 4:1      |
| Youth Tour 11 | Dean Reynolds         | Max Hopp              | 4:2      |
| Youth Tour 12 | Reece Robinson        | Dimitri Van den Bergh | 4:2      |
| Youth Tour 13 | Dimitri Van den Bergh | Adam Smith-Neale      | 4:1      |
| Youth Tour 14 | Josh Payne            | Keegan Brown          | 4:3      |
| Youth Tour 15 | Keegan Brown          | Jake Jones            | 4:3      |
| Youth Tour 16 | Dean Reynolds         | Josh Payne            | 4:3      |

### Qualifikationen zur Weltmeisterschaft
Um die Internationalität des Wettbewerbs und Spieler aus Länder mit weniger Dartskultur und Frauen zu fördern, werden diversen Qualifikationsturniere für die World Darts Championship ausgetragen.
Alle Ergebnisse wurden im Legmodus ausgespielt.
| Turnier                            | Sieger             | Zweitplatzierter | Drittplatzierter |
| ---------------------------------- | ------------------ | ---------------- | ---------------- |
| Nordamerikanischer Qualifier       | Dave Richardson    |                  |                  |
| Australische Tour                  | Laurence Ryder     |                  |                  |
| Japanischer Qualifier              | Haruki Muramatsu   |                  |                  |
| Nordische- & Baltische Tour        | Jani Haavisto      | Jarkko Komula*   | Kim Viljanen*    |
| Großraum China-Qualifier           | Alex Hon           |                  |                  |
| E-Dart Qualifier                   | Scott Kirchner     |                  |                  |
| Südasiatischer Qualifier           | Christian Perez    |                  |                  |
| Neuseeländischer Qualifier         | Mark McGrath       |                  |                  |
| Ozeanische Meisterschaft           | John Weber         |                  |                  |
| PDC South African Masters          | Nolan Arendse      |                  |                  |
| Eurasischer Qualifier              | Boris Kolzow       |                  |                  |
| PDC Europe Super League            | Sascha Stein       |                  |                  |
| Tom Kirby Memorial Irish Matchplay | Daryl Gurney       |                  |                  |
| Osteuropäischer Qualifier          | Robert Marijanović |                  |                  |
| Südeuropäischer Qualifier          | John Michael       |                  |                  |
| Zentraleuropäischer Qualifier      | Jermaine Wattimena |                  |                  |
| Iberischer Qualifier               | Cristo Reyes       |                  |                  |
| PDPA Qualifier                     | Jason Hogg         | Scott MacKenzie  |                  |

* Jarkko Komula wäre als Zweitplatzierter eigentlich qualifiziert gewesen. Aufgrund einer Suspendierung durch die SDC fiel der Platz jedoch an den Drittplatzierten.

## Statistiken

### Sieger und Finalisten nach Nationalität
Die Qualifikationsturniere zur Weltmeisterschaft sind hier nicht eingerechnet. Die Anzahl der Finale stehen in Klammern.
| Turnierart           | AUS   | BEL   | GER   | ENG     | IND   | CAN   | NED   | NIR   | AUT   | SCO    | WAL   |
| -------------------- | ----- | ----- | ----- | ------- | ----- | ----- | ----- | ----- | ----- | ------ | ----- |
| Majorturnier         | 0     | 0     | 0     | 4 (11)  | 0     | 0     | 5 (7) | 0     | 0     | 1 (2)  | 0     |
| World Series         | 0 (1) | 0     | 0     | 2 (3)   | 0     | 0     | 2 (3) | 0     | 0     | 0 (1)  | 0     |
| European Tour        | 0 (1) | 0     | 0     | 4 (9)   | 0     | 0     | 2 (4) | 0     | 0     | 2 (2)  | 0     |
| Players Championship | 1 (1) | 0 (1) | 0     | 5 (18)  | 0     | 0     | 3 (4) | 2 (2) | 0     | 9 (12) | 0 (1) |
| UK Open Qualifiers   | 0     | 0     | 0     | 3 (7)   | 0     | 0     | 1 (1) | 1 (1) | 0     | 1 (2)  | 0 (1) |
| Challenge Tour       | 0     | 0     | 0 (1) | 15 (26) | 0 (1) | 0     | 1 (1) | 0     | 0     | 0      | 0     |
| Development Tour     | 0     | 3 (4) | 0 (2) | 8 (18)  | 0     | 0 (1) | 1 (2) | 0     | 0 (1) | 0      | 4 (4) |

### Errungenschaften

#### Persönliche Errungenschaften
- Erster Weltmeisterschaftstitel: Michael van Gerwen
- Erstes Weltmeisterschaftsfinale: Peter Wright
- Erstes Majorfinale: Peter Wright

- Erstes World Series-Finale: Peter Wright, Simon Whitlock, Stephen Bunting

- Erster European Tour-Titel: Gary Anderson, Vincent van der Voort, James Wade, Peter Wright, Mervyn King, Michael Smith*

- Erstes European Tour-Finale: Gary Anderson, Vincent van der Voort, Jamie Caven, Michael Smith*

- Erster Players Championship/UK Open Qualifier-Titel: Andy Hamilton, Stephen Bunting

- Erstes Players Championship/UK Open Qualifier-Finale: Andrew Gilding, Dean Winstanley, Keegan Brown, Stephen Bunting, Jamie Lewis

#### Nationale Errungenschaften
- Erster Weltmeisterschaftsqualifikant:  Griechenland
- Erster World Series-Finalist:  Schottland,  Australien

- Erster European Tour-Sieger:  Schottland

* Smith war bereits bei der Spanish Darts Trophy 2012 siegreich. Diese wurde jedoch, obwohl sie vor Publikum gespielt wurde, nicht als European Tour- sondern als Players Championship-Turnier gewertet.

### Majorturniere
| Spieler               | Siege | Finalniederlagen |
| --------------------- | ----- | ---------------- |
| Michael van Gerwen    | 4     | 2                |
| Phil Taylor           | 2     | 1                |
| Raymond van Barneveld | 2     | 0                |
| Adrian Lewis          | 1     | 2                |
| James Wade            | 1     | 1                |
| Gary Anderson         | 1     | 0                |
| Terry Jenkins         | 0     | 2                |
| Dave Chisnall         | 0     | 1                |
| Mervyn King           | 0     | 1                |
| Peter Wright          | 0     | 1                |

### World Series
| Spieler            | Siege | Finalniederlagen |
| ------------------ | ----- | ---------------- |
| Michael van Gerwen | 2     | 1                |
| Phil Taylor        | 2     | 0                |
| Stephen Bunting    | 0     | 1                |
| Simon Whitlock     | 0     | 1                |
| Peter Wright       | 0     | 1                |

### European Tour
| Spieler               | Siege | Finalniederlagen |
| --------------------- | ----- | ---------------- |
| Michael van Gerwen    | 1     | 2                |
| Mervyn King           | 1     | 1                |
| Michael Smith         | 1     | 1                |
| Gary Anderson         | 1     | 0                |
| Phil Taylor           | 1     | 0                |
| Vincent van der Voort | 1     | 0                |
| James Wade            | 1     | 0                |
| Peter Wright          | 1     | 0                |
| Steve Beaton          | 0     | 1                |
| Jamie Caven           | 0     | 1                |
| Justin Pipe           | 0     | 1                |
| Simon Whitlock        | 0     | 1                |

### Players Championship
| Spieler            | Siege | Finalniederlagen |
| ------------------ | ----- | ---------------- |
| Gary Anderson      | 5     | 1                |
| Michael van Gerwen | 3     | 1                |
| Robert Thornton    | 3     | 1                |
| Brendan Dolan      | 2     | 0                |
| James Wade         | 1     | 2                |
| Terry Jenkins      | 1     | 1                |
| Justin Pipe        | 1     | 1                |
| Phil Taylor        | 1     | 1                |
| Ian White          | 1     | 1                |
| Peter Wright       | 1     | 1                |
| Simon Whitlock     | 1     | 0                |
| Michael Smith      | 0     | 2                |
| Keegan Brown       | 0     | 1                |
| Stephen Bunting    | 0     | 1                |
| Richie Burnett     | 0     | 1                |
| Dave Chisnall      | 0     | 1                |
| Andrew Gilding     | 0     | 1                |
| Kim Huybrechts     | 0     | 1                |
| Dean Winstanley    | 0     | 1                |

### UK Open Qualifiers
| Spieler            | Siege | Finalniederlagen |
| ------------------ | ----- | ---------------- |
| Gary Anderson      | 1     | 0                |
| Stephen Bunting    | 1     | 0                |
| Brendan Dolan      | 1     | 0                |
| Michael van Gerwen | 1     | 0                |
| Andy Hamilton      | 1     | 0                |
| Phil Taylor        | 1     | 0                |
| Adrian Lewis       | 0     | 2                |
| Andrew Gilding     | 0     | 1                |
| Jamie Lewis        | 0     | 1                |
| Michael Smith      | 0     | 1                |
| Robert Thornton    | 0     | 1                |

### Challenge Tour
| Spieler              | Siege | Finalniederlagen |
| -------------------- | ----- | ---------------- |
| Mark Frost           | 3     | 2                |
| Alan Tabern          | 3     | 1                |
| Colin Fowler         | 3     | 0                |
| Matt Clark           | 1     | 1                |
| Matthew Edgar        | 1     | 1                |
| Jamie Robinson       | 1     | 1                |
| Brett Claydon        | 1     | 0                |
| Jay Foreman          | 1     | 0                |
| Ron Meulenkamp       | 1     | 0                |
| Alex Roy             | 1     | 0                |
| Steve Douglas        | 0     | 2                |
| Dirk van Duijvenbode | 0     | 1                |
| Ian McFarlane        | 0     | 1                |
| Dave Honey           | 0     | 1                |
| Max Hopp             | 0     | 1                |
| Prakash Jiwa         | 0     | 1                |
| Aden Kirk            | 0     | 1                |
| Marc Lawrence        | 0     | 1                |
| Luke Woodhouse       | 0     | 1                |

### Youth Tour
| Spieler               | Siege | Finalniederlagen |
| --------------------- | ----- | ---------------- |
| Dimitri Van den Bergh | 3     | 1                |
| Nick Kenny            | 2     | 0                |
| Dean Reynolds         | 2     | 0                |
| Josh Payne            | 1     | 3                |
| Keegan Brown          | 1     | 1                |
| Sam Hewson            | 1     | 1                |
| James Hubbard         | 1     | 1                |
| Adam Hunt             | 1     | 1                |
| Reece Robinson        | 1     | 1                |
| George Killington     | 1     | 0                |
| Lewis Venes           | 1     | 0                |
| Mike Zuydwijk         | 1     | 0                |
| Max Hopp              | 0     | 2                |
| Jake Jones            | 0     | 1                |
| John de Kruijf        | 0     | 1                |
| Shaun Narain          | 0     | 1                |
| Rowby-John Rodriguez  | 0     | 1                |
| Adam Smith-Neale      | 0     | 1                |